# Classe Daegu
La classe Daegu (Hangul : 대구급 호위함, Hanja : 大邱級護衛艦) est une classe de frégates lance-missiles de la marine de la république de Corée (ROKN). La classe Daegu est basée sur la classe Incheon précédente et a également été appelée lot 2 de classe Incheon, ou FFG-2. Huit navires de la classe Daegu sont prévus, avec pour objectif final d’avoir 20 à 22 frégates de tous types en service dans la ROKN. Les frégates de classe Daegu doivent être construites par Daewoo Shipbuilding & Marine Engineering (DSME) et Hyundai Heavy Industries (HHI).

## Caractéristiques
La classe Daegu est une variante améliorée de la frégate de classe Incheon. Les modifications apportées comprennent un système de sonar tracté TB-250K et un système de lancement vertical coréen (K-VLS) à 16 tubes, capable de tirer le K-SAAM, le missile anti-sous-marin Hong Sang Eo et les missiles de croisière tactiques d’attaque terrestre Haeryong.
La conception de la coque est basée sur celle de la classe Incheon. Cependant, dans le cadre des modifications du système d'armes, la superstructure a été considérablement modifiée. Le hangar et un pont d'envol pour hélicoptère à l’arrière ont été agrandis pour permettre l’exploitation d’un hélicoptère de 10 tonnes,
La classe Daegu est le premier navire de guerre coréen à être équipé d’un système de propulsion combiné diesel-électrique ou gaz (CODLOG). Le système de propulsion des navires se compose d’une turbine à gaz à entraînement direct et de quatre générateurs diesel à grande vitesse entraînant deux moteurs électriques Leonardo DRS à aimant permanent. Le moteur à turbine Rolls Royce MT30 remplace les deux turbines à gaz des frégates de classe Incheon.
La classe Daegu offre une capacité de lutte anti-sous-marine (ASM) améliorée par rapport à la classe Incheon précédente, avec le sonar réseau remorqué SQS-250K de Hanwha Systems et le sonar monté sur la coque SQS-240K. 

## Navires de la classe
| Nom            | Pennant number | Constructeur             | Lancement        | Mise en service  | Statut |
| -------------- | -------------- | ------------------------ | ---------------- | ---------------- | ------ |
| ROKS Daegu     | FFG-818        | DSME                     | 2 juin 2016      | 6 mars 2018      | Actif  |
| ROKS Gyeongnam | FFG-819        | DSME                     | 21 juin 2019     | 4 janvier 2021   | Actif  |
| ROKS Seoul     | FFG-821        | Hyundai Heavy Industries | 11 novembre 2019 | Juillet 2021     | Actif  |
| ROKS Donghae   | FFG-822        | Hyundai Heavy Industries | 29 avril 2020    | 10 novembre 2021 | Actif  |
| ROKS Daejeon   | FFG-823        | DSME                     | 3 mai 2021       | 27 février 2023  | Actif  |
| ROKS Pohang    | FFG-825        | DSME                     | 8 septembre 2021 | 28 février 2023  | Actif  |
| ROKS Cheonan   | FFG-826        | Hyundai Heavy Industries | 9 novembre 2021  | 19 mai 2023      | Actif  |
| ROKS Chuncheon | FFG-827        | Hyundai Heavy Industries | 22 mars 2022     |                  | Lancé  |